# Benoît Mottet de La Fontaine
Pour les personnes portant le même patronyme, voir Mottet et La Fontaine.
Compléments
Député du Grand Orient de France
Benoît Mottet de La Fontaine, né le 4 juillet 1745 au château de Compiègne et mort le 30 avril 1820 à Pondichéry), est un officier de plume du ministère de la Marine et des Colonies. Il est administrateur colonial en Inde française.

## Biographie
Mottet est envoyé par la Compagnie française des Indes orientales, comme commissaire, à Chandernagor, pour redynamiser le négoce après la guerre.
Benoît Mottet de la Fontaine est, en 1789, commissaire ordonnateur du roi et président du Conseil supérieur de Pondichéry, avec Banal, Boistel, Law de Lauriston, l’un des frères Monneron[réf. nécessaire]. Le commissaire ordonnateur d’une colonie se charge de toute l’administration civile, y compris les finances, le commerce, la navigation, la police et la justice.
Il est l'Ordonnateur de Pondichéry en 1793. Dès le 1er juin 1793, les vaisseaux des Anglais bloquent les communications par mer. Le 11 juillet 1793, l’armée anglaise est sous les murs de Pondichéry. Les attributions du commissaire ordonnateur sont transférées à un commandant anglais dépendant de Madras. Mottet et les siens choisissent de rester à Pondichéry, craignant d'être victimes de la Terreur en métropole. Mottet garde la présidence du Conseil de Pondichéry pendant les 23 années de l’occupation anglaise.[réf. nécessaire]
Le 4 décembre 1816, l'administration anglaise rend officiellement Pondichéry à la France, respectant ainsi les termes du traité de Paris du 30 mai 1814, confirmé par celui du 20 novembre 1815.
Mottet est commissaire ordonnateur de l’ensemble des établissements français de l'Inde et président du Conseil supérieur à Pondichéry, mais pour quelques semaines seulement, puisqu’il prend sa retraite, le 1er janvier 1817.[réf. nécessaire] Il est député du Grand Orient de France,. Il meurt le 30 avril 1820, à l’âge de 75 ans.

## Sources
- Azimi Vida, Les premiers commis de la marine au XVIIIe siècle, Dalloz, Paris, 1922 (revue)
- M. Rougé : Évocation de l'Inde d'autrefois : à propos de la tombe d'Édouard et Georgina Mottet de La Fontaine au cimetière de Dinan, Le pays de Dinan, Année 1995, tome XV.
- Warren, Édouard de, L'Inde anglaise avant et pendant l'insurrection de 1857, éditions Kailash, tome I.